# Bekim Iliazi
Bekim Iliazi (* 31. Dezember 1993 in Fushë-Kruja) ist ein ehemaliger albanischer Fußballspieler.

## Karriere
Iliazi begann seine Karriere im Jugendverein von Tottenham Hotspur. Seine Profikarriere startete er in der Saison 2013/14 bei FK Partizani Tirana. 2014 wechselte er zu FK Kukësi. Während seiner Zeit bei Kukësi wurde er an den Zweitligisten KS Sopoti Librazhd ausgeliehen. 2015 beendete er seine Karriere.